# Никифоров, Иван Яковлевич
Ива́н Я́ковлевич Ники́форов (9 ноября 1923 — 4 октября 1943) — красноармеец РККА, участник Великой Отечественной войны, Герой Советского Союза (1944).

## Биография
Иван Никифоров родился 9 ноября 1923 года в селе Маяки (ныне — Карымский район Забайкальского края). После окончания семи классов школы работал на электростанции. В 1942 году Никифоров был призван на службу в Рабоче-крестьянскую Красную Армию. С июля 1943 года — на фронтах Великой Отечественной войны, был стрелком 32-го гвардейского стрелкового полка 12-й гвардейской стрелковой дивизии 61-й армии Центрального фронта. Отличился во время битвы за Днепр.
В ночь с 28 на 29 сентября 1943 года Никифоров в составе своего взвода переправился через Днепр в районе деревни Глушец Лоевского района Гомельской области Белорусской ССР и принял активное участие в боях за захват и удержание плацдарма на его западном берегу, отразив ряд контратак противника. В последующих боях получил ранения, от которых умер 4 октября 1943 года. Похоронен в братской могиле в селе Березовка Репкинского района Черниговской области Украины.
Указом Президиума Верховного Совета СССР «О присвоении звания Героя Советского Союза генералам, офицерскому, сержантскому и рядовому составу Красной Армии» от 15 января 1944 года за «образцовое выполнение боевых заданий командования по форсированию реки Днепр и проявленные при этом мужество и героизм» гвардии красноармеец Иван Никифоров посмертно был удостоен высокого звания Героя Советского Союза. Также был награждён орденом Ленина и медалью.

## Память
В честь Никифорова названы улицы в Карымском и Березовке, школа в его родном селе.